# 道は開ける
『道は開ける』（みちはひらける、原題 : How to Stop Worrying and Start Living）は、デール・カーネギーの著書。1948年出版。

## 概要
『人を動かす』と共に、デール・カーネギーの代表的な著書であり、世界的企業の問題解決の方程式としても採用されている。
悩みへの対処法について書かれている。
日本国内だけで500万部以上を売り上げている。

## 内容
1. 悩みに関する基本事項
  1. 今日、一日の区切りで生きよ
  2. 悩みを解決するための魔術的公式
  3. 悩みがもたらす副作用
2. 悩みを分析する基礎技術
  1. 悩みの分析と解消法
  2. 仕事の悩みを半減させる方法
3. 悩みの習慣を早期に断とう
  1. 心の中から悩みを追い出すには
  2. カブト虫に打ち倒されるな
  3. 多くの悩みを締め出すには
  4. 避けられない運命には調子を合わせよう
  5. オガクズを挽こうとするな
4. 平和と幸福をもたらす精神状態を養う方法
  1. 生活を転換させる指針
  2. 仕返しは高くつく
  3. 恩知らずを気にしない方法
  4. 百万ドルか、手持ちの財産か？
  5. 自己を知り、自己に徹しよう
  6. レモンを手に入れたらレモネードをつくれ
  7. 二週間でうつ病をなおすには
5. 悩みを完全に克服する方法
  1. 私の両親はいかにして悩みを克服したか
6. 批判を気にしない方法
  1. 死んだ犬を蹴飛ばすものはいない
  2. 非難に傷つかないためには
  3. 私の犯した愚かな行為
7. 疲労と悩みを予防し心身を充実させる方法
  1. 活動時間を一時間ふやすには
  2. 疲れの原因とその対策
  3. 疲労を忘れ、若さを保つ方法
  4. 疲労と悩みを予防する四つの習慣
  5. 疲労や悩みの原因となる倦怠を追い払うには
  6. 不眠症で悩まないために
8. 適職を見つけて成功する方法
  1. 一生の決断をするとき
9. 経済的な悩みを軽減するには
  1. 「あらゆる悩みの70パーセント……」
10. 私はいかにして悩みを克服したか

## 書籍情報
- 『道は開ける（新装版）』香山晶訳、創元社、1999年 ISBN 978-4422100524
- 『道は開ける（HD双書 (2)）』香山晶訳、創元社、1984年 ISBN 978-4422100029